# Епанча
Епанча́ (др.-русск. япанча́, япончи́ца, от тур. япунча, тюрк. япынджа) — широкий, тяжёлый, безрукавный круглый плащ с капюшоном у мужчин, а у женщин — короткая, безрукавная шубейка (обепанечка). Завезена с арабского Востока.
Слово епанча (япончица) впервые в письменных источниках употребляется в Слове о полку Игореве («орьтъмами и япончицами, и кожухы начашя мосты мостити по болотомъ и грязивымъ мѣстомъ»), позднее в Домострое.
Епанчу носили во время дождя. Изготавливали из сукна или войлока и пропитывали олифой.
В конце XVII века в России стала торжественной придворной одеждой. Под подбородком была драгоценная застежка. Широкий плащ на суконной подкладке с опушкой из камки. Украшалась нашивками в пяти местах по два гнезда. Нашивки — поперечные полоски по числу пуговиц. Каждая нашивка имела петлю для пуговицы, поэтому позднее нашивки стали называться петлицами. В подоле епанча могла достигать семи аршин.
В XVIII веке в Российской империи — форменная одежда солдат и офицеров, подобие современной плащ-палатки.
В Архангельской губернии было также слово епанца́ — женская нарядная, вроде мантильи, одежда, завязываемая у шеи шелковыми лентами; шили её из штофа или иной узорчатой ярких цветов ткани, носили преимущественно при свадьбах.